# Partito Comunista Sammarinese
Il Partito Comunista Sammarinese (PCS) fu un movimento politico formato da Ermenegildo Gasperoni operante nella Repubblica di San Marino dal 1941 al 1990.

## Storia
Fra il 1945 ed il 1957 il PCS governò il Paese assieme al Partito Socialista Sammarinese.
Nel 1973 e nel 1986 si alleò con il Partito Democratico Cristiano Sammarinese.
Nel 1990, in seguito alla caduta dei regimi dell'Europa Orientale, rinuncia all'ideologia comunista. Dalle ceneri del partito nacque il Partito Progressista Democratico Sammarinese (PPDS) successivamente trasformatosi nel Partito dei Democratici. 
Nel 1992 un'ala scissionista decise di fuoriuscire dal PPDS e dare vita a Rifondazione Comunista Sammarinese, un nuovo soggetto politico che si ispirava al disciolto PCS.

### Rifondazione nel 1992
Dopo lo scioglimento del PCS, nel 1992 il partito è stato rifondato da Giuseppe Amici, allora capitano reggente. Alle elezioni del 2006 ha ottenuto il 3,4% dei voti eleggendo due consiglieri al Consiglio Grande e Generale ed entrando a far parte della coalizione di governo. Il partito è stato uno dei fondatori del Partito della Sinistra Europea.

## Struttura

### Organizzazione giovanile
La Federazione Giovanile Comunista San Marino (abbreviato in FGCSM) è stata l'organizzazione giovanile del Partito Comunista Sammarinese.
Era affiliata alla Federazione Mondiale della Gioventù Democratica.

## Risultati elettorali
|                | Lista                       | Voti                          | % | Seggi |    |
| Politiche 1943 | Consiglio Grande e Generale | Comitato della Libertà        |   |       | 60 |
| Politiche 1945 | Consiglio Grande e Generale | Comitato della Libertà        |   | 34,16 | 20 |
| Politiche 1949 | Consiglio Grande e Generale | Comitato della Libertà        |   | 57,69 | 35 |
| Politiche 1951 | Consiglio Grande e Generale | Partito Comunista Sammarinese |   | 29,29 | 18 |
| Politiche 1955 | Consiglio Grande e Generale | Partito Comunista Sammarinese |   | 31,57 | 19 |
| Politiche 1959 | Consiglio Grande e Generale | Partito Comunista Sammarinese |   | 25,99 | 16 |
| Politiche 1964 | Consiglio Grande e Generale | Partito Comunista Sammarinese |   | 24,11 | 14 |
| Politiche 1969 | Consiglio Grande e Generale | Partito Comunista Sammarinese |   | 22,77 | 14 |
| Politiche 1974 | Consiglio Grande e Generale | Partito Comunista Sammarinese |   | 23,60 | 15 |
| Politiche 1978 | Consiglio Grande e Generale | Partito Comunista Sammarinese |   | 25,14 | 16 |
| Politiche 1983 | Consiglio Grande e Generale | Partito Comunista Sammarinese |   | 24,38 | 15 |
| Politiche 1988 | Consiglio Grande e Generale | Partito Comunista Sammarinese |   | 28,69 | 18 |